# د فیسلس
د فیسلس (انگلیسی: The Faceless) یک گروه تکنیکال دث متال آمریکایی از انسینو، لس آنجلس است که در سال ۲۰۰۴ آغاز به کار کرد.